# 莫草得哇遗址
莫草得哇遗址，位于中国青海省玛多县花石峡镇。1988年9月15日，公布为第五批青海省文物保护单位，类型为古遗址。
莫草得哇遗址的历史年代为吐蕃。